# Peucaea carpalis
Peucaea carpalis là một loài chim trong họ Emberizidae.